# Borís Byjovski
Borís Evséyevich Byjovski (Борис Евсеевич Быховский, 14 de agosto de 1908 – 26 de enero de 1974) fue un científico soviético y parasitólogo, especialista de parásitos de peces, especialmente monogéneos. Fue director del Instituto de Zoología de la Academia de URSS de Ciencias en San Petersburgo (entonces Leningrado) (1962–1974). Fue autor de más de 100 publicaciones científicas, mayoritariamente en systemática de monogeneos. Su más famoso trabajo fue la monografía en monogeneos (1957), el cual se tradujo al inglés en 1961.

## Educación
- 1930: graduado del departamento de biología de Físicas y Facultad de Matemática de la Universidad Estatal de Leningrado
- 1935: PhD en ciencias biológicas
- 1956: Habilitación en ciencias biológicas

## Carrera
- 1929–1935: Laboratorio de enfermedades de los peces del Instituto de Pesca (Leningrado);
- 1935–1940: Instituto Zoológico de la Academia de URSS de Ciencias
- 1940–1944: Presidente de Diputado del Presidium de la Rama de Tayikistán de la Academia de URSS de Ciencias
- 1942–1962: Subdirector del Instituto Zoológico de la Academia de URSS de Ciencias en Leningrado
- 1962–1974: Director del Instituto Zoológico de la Academia de URSS de Ciencias

## Honores
- 1963: Académico-Secretario del Departamento de Biología General, Academia de Ciencias de la URSS
- 1964: Academia de Ciencias de la URSS
- Orden de Lenin
- Orden de la Bandera Roja del Trabajo

## Taxas epónimas

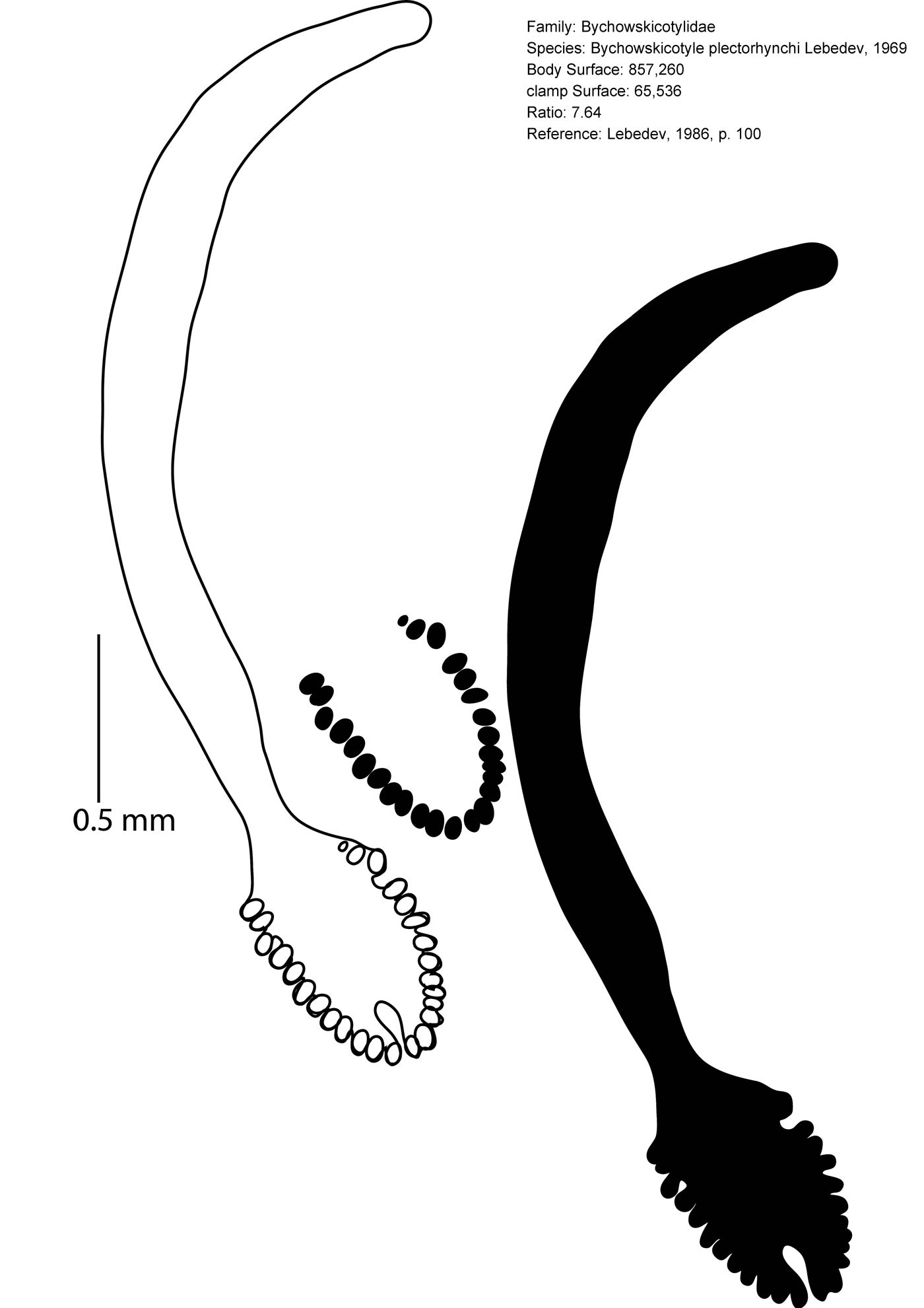
Bychowskicotyle plectorhynchi (Monogenea, Bychowskicotylidae)

Ese taxón se creó en su honor. La mayoría parásitos de peces.
Familia
- Bychowskicotylidae Lebedev, 1969

Genera
- Bychowskicotyle Lebedev, 1969
- Bychowskya Nagibina, 1968
- Bychowskyella Akhmerov, 1952, incluyendo Bychowskyella bychowskii Gusev, 1977 (ambos genus y nombres de especie dedicados a Byjovski)
- Bychowskymonogenea Caballero & Bravo-Hollis, 1972

Especies
Numerosas especies de monogeneos, incluyendo Absonifibula bychowskyi Lawler & Overstreet, 1976, Caniongiella bychowskyi Lebedev, 1976, Cribromazocraes bychowskyi Mamaev, 1981, Dicrumenia bychowskyi Mamaev, 1969, Dionchus bychowskyi Timofeeva, 1989, Euryhaliotrema bychowskyi (Obodnikova, 1976) Kritsky & Boeger, 2002, Gyrodactyloides bychowskii Albova, 1948, Gyrodactylus bychowskyi (Albova, 1948), Heterobothrium bychowskyi Ogawa, 1991, Mazocraeoides bychowskyi Caballero & Caballero, 1976, Mexicana bychowskyi Caballero & Bravo-Hollis, 1959, Mexicotrema bychowskyi Lamothe-Argumedo, 1969, Murraytrema bychowskyi Oliver, 1987, Murraytrematoides bychowskii (Nagibina, 1976) Oliver, 1987, Neohaliotrema bychowskii Zhukov, 1976, Neoheterocotyle bychowskyi (Timofeeva, 1981) Chisholm, 1994, Neotetraonchus bychowskyi Bravo-Hollis, 1968, Osphyobothrus bychowskyi Khoche & Chauhan, 1969, Pseudaxinoides bychowskyi Lebedev, 1977, Pseudodiplectanum bychowskii Nagibina, 1977, digeneans como Genolopa bychowskii Zhukov, 1977, Hysterogonia bychowskii Korotaeva, 1972, y Phyllodistomum borisbychowskyi Caballero y Caballero, 1969, parásito isopods como Cymothoa bychowskyi Avdeev, 1979 y parásito copepods como Lepeophtheirus bychowskyi Gusev, 1951, y el Microsporidia Glugea bychowsky Gasimagomedov & Issi, 1970.  Además de todos estos parásitos de pez, el midge Culicoides bychowskyi Dzhafarov, 1964 (Ceratopogonidae, Diptera) también nombrado su epónimo.

## Abreviatura (zoología)
La abreviatura Bychowsky  se emplea para indicar a Borís Byjovski como autoridad en la descripción y taxonomía en zoología.